# Eois glauculata
Eois glauculata är en fjärilsart som beskrevs av Walker 1863. Eois glauculata ingår i släktet Eois och familjen mätare. Inga underarter finns listade i Catalogue of Life.